# カンコンキンシアター
カンコンキンシアターは、関根勤が座長を務めるナンセンス軽演劇集団とその公演である。1989年6月3日旗揚げ。第4回（1990年）以降は毎年8月、第34回（2023年）以降は毎年4月に上演される。

## 概要
「カンコンキン」という名称が「関根勤」をすべて音読みしたものであることからもうかがえるように、関根自らが構成・演出を行っている。歴代の男性出演者は関根の古くからの友人や所属事務所である浅井企画の後輩芸人、女性出演者は座長の娘である関根麻里を除き、オーディションの合格者、または関根らがスカウトした者で構成されている。
当初は各回ごとにタイトルがつけられていたが、第6回公演からはタイトルが『クドい!』（第33回公演は『クドい!®』）に統一され、各回ごとのサブタイトルがつけられている。
劇団の形式は採っているが、正確には「夏の公演の為に毎年春の企画会議〜千秋楽までの間に集まる軽演劇集団」であり、基本的には各団員個人の活動は劇団内の範疇では規制されていない。そのため、2001年のルー大柴のように別の舞台公演とのダブルブッキングも容認されている。
内容は、関根が2009年3月まで27年半出演したラジオ番組『コサキンDEワァオ!』（TBSラジオ）にも通じる、「意味ねぇ、くだらねぇ」の極致をいったナンセンスでマニアックなコントの連続である。本公演では、それに輪をかけたくだらなさ、お下劣さを醸し出しており、劇団パンフレット「軍人魂」において「客に突っ込まれるスキのある、日本唯一の劇団」と自虐している。テレビ・雑誌等では見られない「ウラ関根」ワールドが全開になった公演であり、内容にメッセージ性といったものは全くなく、ただひたすら笑いに特化している。
かなり観る人を選ぶ公演であるため、当初はチケットも余ることがあったが、2000年頃よりネット発売後30分足らずで完売するほどの人気を博し、ネットオークションでの法外な高額取引やそれを見越した転売目的での買い占めなどが起こっていた。一時期、情報誌「ぴあ」にて観客の満足度が高い舞台と紹介されたことで演劇ファンが殺到し、従来のファンがチケットを取れなくなったため、あえて酷い下ネタを演じて観客を選別したこともあった。
有名人のファンもおり、明石家さんまやタモリ、藤井隆、草彅剛等が観劇している。 特にさんまは毎年観劇しており、団員に内容をダメ出ししている。飯尾和樹は「さんまさんは難しいことは言わないが、翌日その通りにやるとしっかりウケる」と証言している。タモリは『カンコンキンシアター』を「世界一好きな舞台」と高く評価している。
2014年に製作のアトリエ・ダンカンが倒産し、興行運営権は全栄企画に渡った。
2018年上演の第32回公演『クドい! THE LAST MESSAGE』をもって、第6回公演から続けられてきた『クドい!』シリーズを終了することになった。『クドい!』終了の理由として、関根は「平成元年（1989年）に旗揚げして、その平成も来年（平成31年=2019年）で終わる。我々もいい歳なので、いつかは『カンコンキン』が終わることもある」と観客に備えてもらいたいことを挙げた。
2019年上演の第33回公演は『クドい!®』（クドい!アール）と題して行われた。®には、令和、R指定、リボーン、リトライなどの意味があるとしている。
2020年は、新型コロナウイルスの感染拡大が収まらない状況から、旗揚げ以来初めての公演中止となった。また、2021年、2022年も依然として新型コロナウイルス禍が収まらない状況から、3年連続での公演中止となった。
2023年に、約4年ぶりとなる公演（第34回）が行われた。タイトルは以前の『クドい!』が復活、開催時期はこれまでの8月上旬から4月下旬に変更された。また、この公演から企画制作がクオーレから全栄企画に移り、主催が関根勤と全栄企画となり黒字化した。関根は自身のYouTubeチャンネルにて、第33回までは全て赤字で主催の浅井企画が負担していたが、第34回より黒字化したことでラッキィ池田に初めて振付料を支払えたと告白している。

### 会場
第1回は東京都台東区浅草の常盤座、第2回と第3回は東京都渋谷区代々木のスペース・ゼロにて上演された。
第4回から第22回公演までは、東京都新宿区歌舞伎町のシアターアプルを会場とした。また、第5回から第7回公演までは、大阪、名古屋、横浜、千葉での公演も行われた。関根がラジオ番組『コサキンDEワァオ!』で度々告知していたことにより、コサキンリスナーの間ではシアターアプルのチケット予約電話番号は「サニオクオニニニ」という合言葉で知られていたが、2007年からコマプロダクションでの販売に統括されたため、アプルでの窓口販売は終了し、件の番号も問い合わせに使われるのみとなった。2008年12月末をもって、新宿コマ劇場、およびシアターアプルを含めた併設施設が閉鎖される事になったため、同年に行われた第22回公演がシアターアプルでの最終公演となった。
第23回から第32回公演までは、東京都新宿区百人町（新大久保）の東京グローブ座を会場とした。新会場の発表時、22時までしか劇場が使用できないため、今までのような公演ができないことも明らかにされた。そのため時間内に収められるように団員をリストラ、特に旗揚げメンバーが関根とラッキィだけとなり、定番であったホモコント、漁火兄弟、あぁ剛州などが無くなった。
第33回から第35回公演までは、東京都中央区銀座の博品館劇場を会場とした。同劇場でも、劇場側の都合により夜公演での上演時間は約2時間半と短縮され、さらなる演目の整理削減がされた。
第36回公演からは、東京都文京区後楽（水道橋）の東京ドームシティ内にあるIMM THEATERを会場としている。

### 旗揚げまでの経緯
関根は1984年6月に渋谷区のスタジオ・ダックで「芸能生活9周年記念」と銘打って、初の座長公演『回転海老家族』を行う（2日間4公演）。この企画のきっかけは1982年、当時小さな劇団に所属していたラッキィ池田が、友人の鈴木晋介と共に観に行ったイベントで、小堺一機と関根が演じるコントに遭遇し、特に関根の不条理なギャグに惹かれるものを感じた2人が、そのイベントに出演していた友人のダンサー・五十嵐薫子を介して関根とコンタクトを取ったことによる。
関根原案、鈴木演出の『回転海老家族』にはラッキィ(「かにめ新一」名義）と鈴木の他、剛州など後の『カンコンキンシアター』旗揚げメンバーの何人かも参加しており、内容面では「誘拐された家族を助けに行く」という現在の舞台に比べるときちんとしたストーリー仕立てにはなっているものの、既にナンセンスコメディを目指すというスタイルは確立されていた。
このころから関根はTV出演の増加で忙しくなっていったこともあり、『回転海老家族』再演の機会はなかったものの、彼は舞台の面白さに目覚めるのと同時に、自身の目指す「くだらねぇ」ナンセンスコメディーが一般にも受け入れられるという手ごたえを感じていた。また1985年の夏から、関根は小堺が始めた公演『小堺クンのおすましでSHOW』に共に出演するようになった。そしてショウビジネスを志向する自らの世界観を舞台公演として実現した小堺と同じように、関根も自身の目指す世界観を舞台で披露する機会を作ろうと考えるようになる。
1989年、バブル全盛期の様々な企業による文化活動への出資、いわゆるメセナが盛んに行われていた頃に、当時関根が出演していたラジオ番組『TOKYOベストヒット』（ニッポン放送）を通じて、とある電機メーカーが関根にイベントのための出資話を持ちかけてきた。関根は仕事で改めて接点を持つようになったラッキィや、関根との再演の機会をラッキィと共に探っていた鈴木と語らい、剛州、更に小堺の知己であったルー大柴らも加えて劇団の旗揚げを決断する。
しかし、その後電機メーカーからの出資が中止となり、企画が頓挫しかけるトラブルに見舞われた。最終的にはスポンサー無しでの旗揚げに踏みきり、1989年6月3日に浅草常盤座で記念すべき『カンコンキンシアター』の第1回公演が上演された。この公演は、出資される予定だった500万円がそのまま赤字となってしまったが、上演内容は観客からの想像以上の好評を得た。関根をはじめとする団員らも楽しさを実感したことで再演することになり、以来長年にわたる公演となった。

### 上演時間
かつては上演時間の長さでも知られ、特に会場がシアターアプルだった時代（第4回から第22回まで）は4時間を超えるのが当たり前になっていた。千秋楽では出演者の意気込みによるアドリブなどの連発などからさらに延長され、5時間近くになることもあった。マチネ（昼公演）となる日曜日の公演以外では開演は19時からなので終演は23時を過ぎ、ついには出演者である山中伊知郎が「終電が無くなるから」という理由で、途中で堂々と帰宅するようになった。この時の観客には大いに受けたが、観客にとっても終電は『カンコンキン』観劇時の切実な問題であった。
上演時間が長くなる原因は、通し稽古の時には少し巻き気味にしているからであり、関根も「どんなに短くしても4時間以上になる、これ以上は切れない（切るところがない）」と語っていた。スーパー・エキセントリック・シアター座長でもある三宅裕司からは、「時間を守らず（終了予定時刻の22:45を超え）毎年延長料金を払っている舞台は舞台じゃない」と批判されていた。
前述の通り、会場が東京グローブ座に移った第23回公演（2009年）以降は、同会場の閉館時間が22時と徹底されているため、団員のリストラと演目の削減が行われ、夜公演での上演時間は以前より抑えられている。

### 『小堺クンのおすましでSHOW』との関連
『カンコンキンシアター』がシアターアプルでの公演を始めた第4回公演（1990年）からは、その千秋楽の5日後から、小堺一機が主演の『小堺クンのおすましでSHOW』が同会場で上演されるため、当時の8月のシアターアプルは「コサキン月間」となっていた。『カンコンキン』同様、『おすまし』も、シアターアプル時代は4時間超えの公演であった。1996年には、この2公演の間の2日間を使い、関根と小堺がシアターアプルにて、コサキンとしてのコントライブ『おげれつでSHOW〜緊張と緩和』を行った。
2009年からは、『カンコンキン』と『おすまし』が共に会場を東京グローブ座に移し、『おすまし』は2015年まで同会場で上演された。なお、『おすまし』は2016年は公演がなく、2017年3月に新国立劇場中劇場でファイナル公演が行われた。
小堺は毎年『カンコンキン』の公演期間は、自身の舞台稽古の真っ最中であるため、小堺が腫瘤摘出手術で公演を中止した2004年を除き、『カンコンキン』を観ることはなかった。逆に、自身の公演が無事終了した関根は、毎年『おすまし』を観に行ったという。『おすまし』の終了後は、小堺も『カンコンキン』を観劇している。

## 新人女優オーディション
定期的に行われてはいないが、結婚・出産など何らかの理由により女性団員に欠員が出た場合に新人女優オーディションが行われる事がある。最近では1997年、2001年に実施され、1997年に中村・富田・西田、2001年に後川・林・竹野・さくらいが合格し入団した（竹野・さくらいは2005年公演を最後に退団）。2008年公演で20周年記念となるのをきっかけに7年ぶりにオーディションを開催し、現役女子大生の新人女優、赤塚恵理、増島綾子の2名が入団した。なお、2018年の神部美咲、岩戸千晴、飯田あすかのように、オーディションではなく、関根らのスカウトによって入団するケースもある。
- オーディションの模様はその年の公演のパンフレットにも掲載されているのだが、演劇経験のない素人からタレント／演劇活動経験のあるプロまで区別無く、基本的にはオーディション専門誌などによって募集される。上記の通り在籍の女性団員に欠員が出た場合のみであるので、当然不定期である。
- オーディションの特徴として、まず応募者を最初に選考するいわゆる「書類選考」で各団員、特に"ジジーズ"と称される劇団首脳陣の個人的好みにより篩にかけられるが、その際に先述するようなナンセンスかつマニアックな舞台構成上、女優としてのキャリアなど一般の劇団で重視される要素に関してはあまり重視されず、むしろ別の要素が重要になる。
- 書類選考後のオーディションにおいても後述するような舞台構成上、プライベートをあけすけに話ができることは重要な要素であるため、一般とは異なりメンバー、スタッフ全員が横一列に並んで、水着を着せられた応募者に演技論や意気込みなどではなく、単純に応募者のプライベートな事に関する質問攻めに遭わせる。
- 質問攻めの次は劇団のコレオグラファー、ラッキィ池田による舞台上で繰り広げられるあまりにも変なダンスを踊る覚悟があるかを見極めるための踊り攻め。
- 続いてダンスと同じく、女性にとってはあまりにも恥ずかしい演技を要求するジジーズたちの思惑に耐えられる素質があるかを見極めるため、劇団の看板女優、今井久美子との「ミス○○」の実演。
- 最終的に入団決定は団員全員の合議による民主制を採っている。大概一回のオーディションで決定する人数は2,3人。どうしても外せない人がいた場合は'01年の様に「泣きの4人」を強行する場合もある。

## 上演履歴
初期には公演タイトルがその都度決められていたが、第6回公演からは『クドい!』（第33回のみ『クドい!®』）に統一された。座長・関根やルー達団員のキャラクターと芸風のクドさからきている事は言う迄もない。各公演のサブタイトルは、毎年稽古に入る前の構成会議（と称した団員達の無駄話）の中で関根たちがその場での思いつきで決めたもので、大した意味はない。2005年7月28日放送の『コサキンDEワァオ!』に当時の全団員が出演した際、サブタイトルの由来のいくつかが明らかにされた。
1. 1989年6月3日 - 6月6日 『カンコンキンのびっくり箱』 浅草・常盤座。『〜びっくり箱』はマネージャーに勝手につけられたタイトルで、関根としては不本意だったらしい。
2. 1989年12月8日 - 12月10日 『ほわぁぁぁ・・・』 代々木・スペース・ゼロ。『ほわぁぁぁ・・・』はゴルフのマナー用語「ファー」から。要するに「お客さん!気をつけてください!変な役者がいますよ!」という意味らしい。
3. 1990年4月20日 - 4月22日 『シュワァァァ・・・』 代々木・スペース・ゼロ。『シュワァァァ・・・』は炭酸のイメージからつけられた。命名者はルー大柴で、萩本欽一からの「勢いのある奴に命名させたほうがよい」というアドバイスを受けてのもの。サブタイトル「澱粉質も思わず溶けるのを躊躇、蛋白質と戯れる」。
4. 1990年8月3日 - 8月7日 『茄子』 新宿・シアターアプル。『茄子』は前回の公演にて看板女優・小路川のアタリ役ともなったアイドル「女女女（にょんにょにょん）」のネタがあり、その劇中歌『私のベジタブルボーイ』の歌詞が影響したものと思われる。サブタイトル「イタリア野郎のデオキシリボ核酸も思わず滅私奉公、ペプトン、アミラーゼも花鳥風月を知る。その時、体温48度。」。
5. 1991年8月5日 - 8月12日 『ガチンコ』 新宿・シアターアプル（8月17日 大阪メルパルクホール、8月18日 名古屋市民会館ホール）。『ガチンコ』は真剣勝負しよう、という意味。サブタイトル「ムダ毛処理に余念のない昨今の若い娘たちが第二第三関節間の指毛の処理をしないのは何故？」。
6. 1992年8月13日 - 8月21日 『クドい!』 新宿・シアターアプル（8月27日 大阪サンケイホール、8月29日 名古屋勤労会館ホール）。サブタイトル「世界最強のエステティックサロン『借力（シャクリキ）』（オランダ）さえこのクドさは除去できない」。タイトルに『クドい!』を冠した最初の公演。
7. 1993年8月5日 - 8月15日 『新・クドい!』 新宿・シアターアプル（8月18日・19日 横浜関内ホール、8月22日千葉市民会館大ホール）。サブタイトル「クドいを英訳すると"too much"。"o"が2つでやっぱりクドい」。
8. 1994年8月4日 - 8月13日 『新・クドい!A（エース）』 新宿・シアターアプル。サブタイトル「関根勤、さらなる変貌! 大滝秀治が色褪せるほどのリーサル・ウェポン登場か!」。メインタイトルのAは、関根曰く「薬品の商品名みたいでかっこよさそうだったから」。関根は「来年は『強力新・クドい!A』にしよう」とも語っていたが忘れてしまい、翌年のメインタイトルは『クドい!4』とシンプルなものになる。
9. 1995年8月4日 - 8月13日 『クドい!4 神田うのがいるのなら御徒町さのが居てもいい』 新宿・シアターアプル。この前年にモデルから芸能界デビューした神田うのから。
10. 1996年8月2日 - 8月11日 『クドい!10（都市博のかわり）』 新宿・シアターアプル。前年都知事選で初当選した青島幸男が、前任者が推進していた世界都市博覧会の計画を中止したことから。ナンバーが前年の4から10に跳ね上がっているのは、パンフレットによれば「公演自体が10回目だったから」というだけの理由である。
11. 1997年8月1日 - 8月10日 『クドい! 玉ちゃん押し（剛州ピンチ）』 新宿・シアターアプル。前年に玉寄を全面的にプッシュした作りにしようとしてすっかりその事を忘れてしまった事への悔恨とお詫びの意が込められている。しかし、その年にオーディションで入団した西田の強烈なキャラクターによってまたしても玉寄はプッシュされないままであった。当時、ウドはポケットビスケッツとの掛け持ちで多忙な中での出演だった。
12. 1998年8月7日 - 8月16日 『クドい! ありがとう剛州』 新宿・シアターアプル。この年を剛州の崖っぷちの年とし、芽が出なければ引退させる覚悟で早々と「（今までどうも）ありがとう」と剛州の芸能生活を労う意味から。
13. 1999年8月6日 - 8月15日 『クドい! こんにちわロバ三郎です』 新宿・シアターアプル。前年を勝負の年としておきながら結局芽が出なかった剛州を、公演中のみ芸名を「ロバ三郎」と改めさせたことから。
14. 2000年8月4日 - 8月13日 『クドい! 京都一人暮らし』 新宿・シアターアプル。ルーがレギュラー出演していた時代劇『大江戸を駈ける!』の収録で京都・太秦へ単身赴任したことから。
15. 2001年8月3日 - 8月12日 『クドい! ヨシオにおまかせ（がんばれ飯尾）』 新宿・シアターアプル。稽古中から公演中まで、いつも団員一人ひとりに気を配る中村嘉夫に全幅の信頼と感謝の意を表するため。
16. 2002年8月2日 - 8月11日 『クドい! ぼく、私立へ行きます』 新宿・シアターアプル。山中伊知郎の「お金がもったいないから息子を私立中学には行かせない」という男気の無いエピソードから。あまりにもいい加減な経緯から、小堺一機からは「ちょっと少しはまともに考えなよ!」と怒られてしまった。
17. 2003年8月8日 - 8月17日 『クドい! 飯尾より地味なヤツ入りました』 新宿・シアターアプル。この年から参加した「ずん」のやすが、地味キャラで通していた相方の飯尾より存在が地味だったことから。
18. 2004年8月6日 - 8月15日 『クドい! 柔肌にダマされつづけて五十年』 新宿・シアターアプル。子供の頃からいまだにエロ気質が抜けきれない関根座長の生誕50周年記念の意を込めて。この年の8月21日に関根は51歳の誕生日を迎えたが、公演中はまだ50歳だった。
19. 2005年8月5日 - 8月14日 『クドい! つけ乳首にご用心!』 新宿・シアターアプル。当時話題となっていたシャラポワのつけ乳首疑惑から。
20. 2006年8月4日 - 8月13日 『クドい! マリちゃんと遊ぼう。 by ルー大柴』 新宿・シアターアプル。過去にサプライズゲストとして出演していたことがある座長の娘・関根麻里がこの年の公演直前に芸能界デビューし、正式に団員として出演することを記念して。ただしルーが決めたタイトルかどうかは不明。
21. 2007年8月3日 - 8月12日 『クドい! "男の乳首"祭り』 新宿・シアターアプル。関根が書籍『できる男は乳首で決まる』（2006年、著：松屋壮）に感化されたことから。
22. 2008年8月8日 - 8月17日 『クドい! 最初に二足歩行をしたのは誰だ!!』 新宿・シアターアプル。コサキン内で関根が言い出した論説「『木綿のハンカチーフ』に出てくる二人が別れたのは産業革命が原因[注 8]」が元でそれを突き詰め「初めて二足歩行した人類に二人を別れさせた責任がある」という結論に帰結するという乱暴かつ"意味ねー"説より。
23. 2009年7月3日 - 7月12日 『クドい! 劇場が変わりました。』 新大久保・東京グローブ座。上演会場が東京グローブ座に変更されたことから。
24. 2010年8月6日 - 8月15日 『クドい! 海の世界で肺呼吸』 新大久保・東京グローブ座。
25. 2011年8月12日 - 8月21日 『クドい! ド腐れB級アイドルには気をつけろ！』 新大久保・東京グローブ座。東北楽天ゴールデンイーグルス(当時)の田中将大がもりちえみという無名アイドルの売名スキャンダルに利用されたことから[注 9]。
26. 2012年8月3日 - 8月12日『クドい! ブラジル美女=巨尻※個人の感想です。』 新大久保・東京グローブ座。
27. 2013年8月2日 - 8月11日『クドい! 飯尾、ケニアに行く』 新大久保・東京グローブ座。この年結婚した飯尾の新婚旅行先がアフリカに決まったことから[注 10]。
28. 2014年8月1日 - 8月10日『クドい! メガネ男が結婚できました』 新大久保・東京グローブ座。この年の2月に天野ひろゆきが結婚したことから。
29. 2015年8月7日 - 8月16日『クドい! 尿路結石の痛みはゴロフキンのボディブロウと同等である』 新大久保・東京グローブ座。この年、尿路結石で倒れた関根がその痛み・苦しみを例えて。
30. 2016年8月5日 - 8月14日『クドい! 82歳まで生きることに決めました!』 新大久保・東京グローブ座。前年産まれた孫（麻里の長女）が成人を迎えるまでは死ねない、という関根の決意から。
31. 2017年8月11日 - 8月20日『クドい! 味方は孫だけ』 新大久保・東京グローブ座。
32. 2018年8月10日 - 8月19日『クドい! THE LAST MESSAGE』 新大久保・東京グローブ座。『カンコンキンシアター』の30周年にして、『クドい!』シリーズが一旦終了。タイトルは映画『THE LAST MESSAGE 海猿-UMIZARU-』から拝借した[7]。
33. 2019年8月16日 - 8月25日『クドい!® 50、60は当たり前』 銀座・博品館劇場。出演者の年齢が50代、60代ばかりであることから。タイトルは『クドい!®』になり、上演会場も変更。「関根勤芸能生活45周年記念公演」として上演。
34. 2023年4月21日 - 4月30日『クドい! 飯尾和樹スターに成りました』[12] 銀座・博品館劇場。飯尾がブレイクを果たし、2022年公開の映画『沈黙のパレード』でも好演したことから[注 11]。コロナ禍による中止を挟み、約4年ぶりの公演。タイトルに『クドい!』が復活。
35. 2024年4月26日 - 5月6日『クドい! 烏骨鶏のジジィ参上』[20] 銀座・博品館劇場。関根の孫（麻里の次女）が麻里に「（関根は）烏骨鶏の臭いがする」と言ったことから[21]。「関根勤芸能生活50周年記念公演」として上演。
36. 2025年4月23日 - 4月27日『クドい! 水道橋に引っ越しました』[22] 水道橋・IMM THEATER。上演会場がIMM THEATERに変更されたことから。公演期間を5日間（全6回）に短縮。

## 公式パンフレット
公演期間中、ロビーで販売されるパンフレット「軍人魂」は舞台のパンフレットであるにもかかわらず、公演内容以上に意味がないもので、随所にカンコンキンワールドがちりばめられている。
- 巻頭インタビュー

座長関根が登場する。関根が必ず何の脈絡もなく全裸になり、女性インタビュアーを罵り、また罵られるコーナー。
- 目次

掲載内容が一切表記されていない。
- 各団員のページ

毎年団員のうちの一人にスポットを当て、その号の表紙を飾る。本文では、各団員がスポット団員の人となりに関してエッセイ、短編小説、俳句、イラストなど個々のスタイルで語る。
- 座談会コーナー

座長を含めた団員たちが集まり、他愛も無い事に激論を戦わせる。
- 12星座占いのコーナー

当然の如く内容はでたらめで全く何の役にも立たない。
- 次号予告

当然翌年のパンフレットの内容には全く関係無い。目次コーナーとほぼ趣旨が同じ。
以上のように、どこを見ても公演の内容については全く触れられていない。これに加え裏表紙に『インチキ通販の広告』を配するなど、その徹底された意味のなさから、地方在住故に公演を観に行けずともこのパンフレットだけは欲しいというマニアもいる。第18回公演分まではB5中綴じ約130ページ程度、第19回以降第23回まではB5無線綴じ140ページ程度でカラー袋綴じ付録付き。

第24回より「guntama（グンタマ）」と改題しリニューアル。表紙が週刊誌のパロディのデザインとなった。第36回（2025年）現在はオールカラーとなっている。

## 定番ネタ
『カンコンキンシアター』の演目は、毎年ほぼ同じような形で演じられ続けてきたコントやネタが多く、旗揚げ当初から30年近く演じられたものもある。もちろん、全く同じという訳ではなく、その時々の世相を反映させてはいる。また、関根以外の団員をメインとした、新定番ともいえるネタも生まれている。
◆は、2009年（第23回）の団員リストラに伴い、現在は上演されていないネタを示す。また、各演目は団員の入れ替わりにより、現在は記述した団員以外によって演じられる場合もある。 
- 新宿世界音楽祭

広川太一郎と思しき人物（広川のものまねが得意な漫画家・イラストレーターのもりいくすおが担当している）の軽快なナレーションによるオープニングの顔見せ。それぞれが最近話題の有名人などに扮装して出てくる。
- ファーストコント　◆

オープニングのすぐ後の関根とルーによるガチンココント。たいてい最後にルーが海パン一丁になって客席まで降りていった挙句に酷い目に遭わされ一言「有川、こんなのでいいのか？」でオチる。ルーが都合で出られない年はウドがルーの代わりに出演していた。
- 実録!ホストの花道

関根の出ない定番。天野扮する銀座の高級クラブのママが自称No.1ホストの飯尾をいじくり倒し、追い詰める。終盤では天野の無茶振りで、飯尾がモノボケを連発するのが恒例。エネルギー平子演じる真のNo.1ホスト・サトルのホストダンスも笑いどころ。
このコントと同じ構成で、設定を病院、旅館などに変えて演じられるコントもあるほか、サトルのホストダンスが別のコーナーで行われる場合もある。
- ルーの自慢コント（スナック未亡人）　◆

関根の出ない定番。ルーがその年の一番良かった仕事を、ずん、Rまにあ等の若手芸人と、今井扮するスナック未亡人のママに延々と自慢する。しかし、若手芸人には適当な所で話を折られ、未亡人のママには痛い所を突かれる。
- 演芸ショー

エネルギー、イワイガワ、ずん、キャイ〜ンら浅井企画の若手・中堅芸人によるネタ見せコーナー。ラッキィ池田の観客まで巻き込んだ下ネタまみれの司会ぶりと、それにめげない富田の女優根性にも注目。なぜか一組、浅井企画以外の人気お笑い芸人（関根と西田）が紛れ込んでいる。
- 演芸ショー2

浅井企画のピン芸人、漁火兄弟（後述）、今井、女子らの見せ場コーナー。こちらは関根がタキシード姿で司会を務める。林のものすごいダンスからスタート。
今井は一人で「ミス○○」（○○には毎回女性が口にするにはあまりに恥ずかしい下ネタすれすれ気味の言葉が入る）として華やかな衣装で豪奢（？）なトロフィを手に登場。今井が恥ずかしそうに○○の部分を言わされる様をジジーズ（劇団幹部）達は楽しみにしているのである。
女子部のコーナーは中村・富田・西田が入団した頃からの恒例。彼女達が臆面もなくお下品な語句を口にするダンスのようなものが見どころ。過去の出し物としては「海でオシッコしちゃう隊（通称“海ション隊”）」「ブラック3〜オレたち黒いの大好き〜」「便所紙23.5cm」「パンツ仮洗い隊」「パンツとらばーゆの西やん」など。今井や中村らが退団後も、メンバーを交代して行われている。
アマンダの在団中は、彼女によるサンバダンスのコーナーがあった。
- しげる&ゆうじ（通称"チワース"）

しげる（関根）とゆうじ（池田）が女性（中村）の部屋に「ちわ〜す」と乱入し、エロネタを撒き散らしておパンティを探し当てる。
- ウド先生

教師役のウドが女優陣扮する生徒を注意するも、逆セクハラを受けるというコント。真夏の授業中、朝の登校中、体育の授業中、修学旅行の就寝時間など、学園ドラマ風のシチュエーションで演じられる。逆セクハラを受けドギマギするウドが見どころ。
- ウドのレスキュー

ウドがほぼアドリブで演技を披露するコーナー。倒れた有川(コロナ中断明けの2023年からは岩井)をウドが助けようとする。このネタの間、他の演者は舞台上でウド達を傍観するのみで、「放置プレイ」とも称され、ある意味観客と同じ立場になっている。前述のウド先生とこのコーナーが現在のウドの芸風を培ったともいえる。
- 「飯尾出てます」ランプ

舞台装置のひとつ。飯尾が出演し始めた頃、彼の存在があまりに地味だったため、観客に気づかれないのはいけないということで、飯尾の出演中にはこのランプが点灯する。
飯尾が認知されるようになってからは、「剛州出演中」「剛州転換中」「ヨシオにお任せ中」「引かないで!」（浮世絵師・しゅく造め）「世帯主出演中」（ウド鈴木）「玉ちゃんハッスル中」等のランプが登場した。
- トークショー「評論家を迎えて」

司会役・今井久美子、ゲスト役・関根勤でトークショー形式で繰り広げられるコント。別名：座長の日頃思っている不満をぶちまけまショー。BSフジ『関根勤5ミニッツ・パフォーマンス』内のコント「ニュースショー」シリーズはこのコントが下敷きになっていた。今井の退団後は、右手愛美、平子悟らが司会を務める。
- モノマネコント

関根がその年注目している人物のモノマネを蔵出しするコント。ここで観客の受けが好感触だったネタが、年末の『笑っていいとも!特大号』に出される事も多かった。
- 漁火兄弟ライブ　◆

鈴木晋介、玉寄兼一郎によるユニット「漁火兄弟」の替え歌ショー。『なごり雪』（イルカ）の替え歌で「なごり尻」、『コスモス街道』（狩人）の替え歌で「モロッコ街道」など内容は大抵ホモネタ。彼らは『カンコンキン』以外でもユニットとして歌舞伎町2丁目あたりに営業に行く事もあったらしい。彼らの衣装は、ハードゲイ風ボンデージファッションで、股間に般若の面および将棋の駒をそれぞれ装着している。また、尻の部分は開いており「Oバック」となっている。
- ホモコント　◆

前述の「漁火兄弟」こと鈴木晋介・玉寄兼一郎主演のコント。フォーマットは「女のいた所を消臭スプレーを掛ける、女嫌いの典型的な色白ホモ役の晋介が色黒マッチョの玉寄に様々なシチュエーションでコソコソとモーションをかける（覗く、チラつかせて見せつける、など）」というパターン。漁火兄弟ではおホモ達という設定だが、ここでは玉寄はノーマルの設定であることが多く、最後には玉寄に逃げられてしまう（2005年公演では趣向を変えて玉寄もホモで挑発するものであった）。ラッキィの下ネタでも怯まない女性客がここでは悲鳴をあげてしまうことも。毎回良い所をついてくる鈴木のキャラ付けも見所。
- 森です

「心の声（天野）」という体裁の無茶振りに合わせて、森がアドリブのダンスを踊る。「森です」のセリフで決めポーズをとる。
- 井川の闇

井川の単独トークコーナー。井川のみにスポットライトが当たる中、女性不信ネタを中心とした毒舌を吐きまくる。
- MCジョニ男

「自称・MCの上手い男」こと岩井が『踊る!ジョニ男御殿!!』『ヒゲナンデス!』といった番組やショーを仕切るコント。岩井の無軌道な進行に、他の出演者が振り回される。
- やすの謝罪会見

飯尾をいじる「ホストの花道」を、相方のやすを主役に置き換えたようなコント。やすが国会議員、スポーツチームの監督などに扮し、天野や井川らによる質問攻めにあう。
- 抽選会

旗揚げ当時から行われている定番出し物。女優3人（最初期は小路川・松井・早瀬）が水着姿で登場。当初はビンゴマシンで出た座席番号の客に何か一言言うだけで袖に掃けていたが、近年はオープニングでラッキィが扮したキャラとの記念写真と、あまりありがたくない粗品がプレゼントされる。
- あぁ剛州　◆

剛州が団員のひとりとすれ違い様に凹む一言を言われて休憩時間を知らせるだけのコーナー。15分間の休憩後は第2部へ。
- 第2部

唯一ストーリー性のある、劇団員全員参加の長編コント。ストーリーがあるとはいえ、舞台設定が毎回違うだけで、基本的な構成はほぼ同じである。毎回、ラッキィ扮する役が司会するイベントが催される中、有川扮する役が殺害され、ウド扮する役がその死因を捜査するがまるで分からず（上記「ウドのレスキュー」参照）、今井扮する役が野望を巡らし、ルー、天野扮する役がそれに結託し、関根扮する役がそれを阻止する。アクションシーンもあるが、ストーリー上で有川以外の死者・犠牲者が一人も出ない上に、結果的に何の脈絡もなくとても平和的に事態が解決された挙句に、次の大喜利またはお白州コーナーへなだれ込む。観客は見ていて「今年も同じじゃん」と思いながら笑わずにはいられない。
第20回公演など、前半のコーナーのボリュームによっては、第2部がカットされる回もある。近年は、休憩後、長編コントの前に女子部のコーナーやピンネタなどが挟まれることもある。
第32回公演では、『カンコンキンシアター』の30周年、そして今回で終了となる『クドい!』の締め括りとして、『プロ野球戦力外通告・クビを宣告された男達』のような演出で、関根の芸能生活を振り返るコント「関根勤物語」が披露された。
- 大喜利

週末や千秋楽など、限定的に行われる。司会は井川、回答者は関根を含めた男性団員。面白くない答えを出すと女性団員にハリセンなどで叩かれる罰がある。
- お白州（プライベート裁判）

公演のオーラスにそれまでの流れを全く無視して行われる。その名の通り舞台上にお白州のセットが設置され、関根がお奉行様となり各団員のバレるとかなり恥ずかしいプライベートを暴露する。観客は団員達の慌てふためく様を楽しむという、いわば「食後のヘビーなデザート」的なコーナーである。ネタ元は全て団員及び関係者からのチクリ（密告）である。
公演タイトルが『クドい!』となった辺りから千秋楽にだけ行われていた「裏コーナー」であったが、好評につき、後に公演中毎日行われるようになった。
第20回公演（2006年）からは、千秋楽など限定的に、今まで裁く立場だった関根が娘・麻里などから裁かれる「座長プライベート裁判」も行われている。第20回では、関根は罰として苦手であるプチトマトを食べさせられ、大層テンションを下げつつフィナーレを迎えることになってしまった。
会場が博品館劇場に移った第33回公演からは時間の都合で省略されたが、第35回公演は千秋楽限定でお白州が復活した。

### 第21回公演「男の乳首祭り」の概要
『カンコンキンシアター』の全体の進行の一例として、2007年に行われた第21回公演「男の乳首祭り」の概要を記す。
関根勤による開幕前の影ナレーション
「追い風」「剛州演出」ランプが舞台の上手・下手に点灯する旨を告知。
「河村剛州&関根麻里結婚披露宴→オープニングダンス」　全員
広川太一郎風（もりいくすお）の開幕ナレーションの後、主要メンバーが板付きで登場。郷ひろみ（天野）、ムーディ勝山（しゅく）、羽賀研二（ラッキィ）、ロッキー（ルー）、IKKO（関根）ら著名人が祝福に駆けつける。
「あるある大保険　マチャアキごめん」　ルー、関根、岩井、林
国際弁護士（ルー）が保険料を引き下げるために艱難辛苦の数々を海パン一丁で耐える。彼が好きな言葉は「トゥゲザーしようぜ」、嫌いな言葉は「ノリツッコミ」。
「マニアックすぎてわかんないモノマネ大賞オーディション会場」（舞台下手より）天野、森、岩井、平子、今井、やす、坂爪、しゅく、玉寄、麻里、中村嘉、飯尾、井川、中村英、ウド、富田、剛州、晋介、山中
番号・名前を呼び上げられた受験者がネタを披露する。呼び上げられる番号はランダムで、出演者は自分の番号が呼ばれる／呼ばれないのを待つ。剛州の番号は69。剛州が呼び上げられ、剛州が何やら言おうとしたところで暗転、次のコントへ。
「西田たか子の芸能事件ファイル」
トラブルをおこした人々を形態模写で再現。
「ちわーす　しげる&ゆうじ」　エネルギー、中村、富田、ラッキィ、関根、麻里、山中、坂爪、イワイガワ（登場順）
瀟洒なマンションに住む晴栄（中村英）の元に六本木振興会を名乗る謎の二人組（ラッキィ、関根）が侵入し、「浅草は赤羽より廃れたがプライドは北千住より上」「俺って便所虫」などとわけのわからない事を言った挙句、晴栄とその友人典子(富田)に叩き出される。
「再ブレイク」（舞台下手より）麻里、ルー、天野
芸能界の浮き沈みの激しさをルー大柴（ルー）の視点から垣間見る。
「ウド先生　教室篇」（舞台下手より）ウド、麻里、富田、今井、中村英、飯尾、西田、林
風紀の乱れを糺すため持ち物検査を行うウド先生だが、生徒達から逆セクハラに遭う。
「ビリーズブットイチンコショー」　ラッキィ、富田
おちこぼれるなら陰茎を握れの号令の元、ラッキィ隊長と富田隊員のMCによるコント・漫才コーナー
合コン　イワイガワ
ポスター　エネルギー
60歳でフリーに　ずん
何派　中田カウスボタン（西田、関根）
食の安全　キャイ〜ン
「インタビュー　深刻な年金問題」　関根、今井、エネルギー、やす、玉寄、嘉夫
経済評論家マンモリザワ・オッタチノスケが女性タレントのバスト、妊娠およびライオンとマントヒヒの生態について熱く語る。
「ウド先生　朝礼篇」ウド、麻里、富田、今井、中村英、飯尾、西田、林、しゅく、森、やす、坂爪、井川
倒れた有川校長を蘇生するべく奮闘するウド先生。
「広瀬光治あみもの教室」晋介、富田、林、玉寄、やす、山中
ホモコント。
「抽選会&あぁ剛州」林、中村、西田、ルー、ラッキィ、飯尾、しゅく、剛州、麻里
「関根勤タキシードショー」　関根
ダンス朝青龍の憂鬱　林宏美
世の王子ブームについて　関根
岡本夏生の妹コンテスト準グランプリ　今井
ブルーシャトー　ビジーフォー（ルー、天野）
愛は地球を救う隊vs古畑任三郎　女性陣
24時間テレビと静岡第一テレビについて　関根
漁火兄弟「つく、あい」　晋介、玉寄　原曲『つぐない』（テレサ・テン）
漁火兄弟「つく、あい」(再)　晋介、玉寄、林　→歌詞の内容を林による当て振り付きで再現
スナック未亡人　ルー、今井
「ラッキィ池田のすけべな話」ラッキィ、関根、岩井、晋介、玉寄、山中
六面すべて「ラッキィ」と書かれたダイスで行われるトーク。
「ホストの花道　2007夏」天野、平子、飯尾鉄郎、中村、富田、今井、玉寄メーテル、森古代、坂爪デスラー、西田ヤマト、やすハーロック、ウド男おいどん、岩井手塚治虫、中村嘉ささきいさお、しゅく槇原敬之、井川ケミストリー川畑
「ホストクラブ松本零士の世界」を開店したカリスマホスト飯尾の下に今年もヒロコママ達がやってくる。
「世界全裸陸上」晋介、ラッキィ
しょこたん大好きラッキィ池田が、舞台→客席通路→舞台と全裸で疾走する。最終日は12秒37を計時。
「実録松本幸四郎一家」　関根、麻里、今井、嘉夫、坂詰
梨園の名家、藤間家に仮託された関根一家の哀歌
「剛州でひまつぶしください」（セットチェンジの合間のブリッジ）
「プライベート裁判」　全員
「座長プライベート裁判」　関根親娘、全員（最終日のみ）
※なお、この回の公演では、これまで多数の意見があったのか、あるいは前年度の「山中伊知郎途中帰宅事件」の影響があったのかは不明であるが、若干ではあるが公演時間の短縮が図られていた。ただし、客の反応を見ていくらでもネタを引き延ばそうとする団員たちの性格からか日を追うにつれ徐々に終演時間は延びていき、結局千秋楽には4時間40分と最長記録を更新してしまった。千秋楽はマチネ（昼公演）であったため、終電問題に関しては取り沙汰される事はなかった。

## 主な使用楽曲
- トム・ジョーンズ 『よくあることさ (It's Not Unusual)』 - 新宿世界音楽祭オープニング
- トム・ジョーンズ 『恋はメキ・メキ (If I Only Knew)』 - エンディング
- ニール・セダカ 『カレンダー・ガール (Callender Girl)』 - 各出し物の幕間（転換中）
- ペレス・プラード 『マンボNo.5 (Mambo No.5)』 - 休憩前の抽選会
- 『コンドルは飛んでいく (El Condor Pasa)』 - 抽選会後「あぁ剛州」

## 出演者

### 現在の出演者（2025年度）
旗揚げメンバー
- 関根勤（通称（以下同）：座長）
- ラッキィ池田（ラッキィ）

旗揚げ以降
- 中村嘉夫（ヨシオ、ヨシオさん）- 一時期私用で2年間欠団。
- キャイ〜ン（ウド鈴木・天野ひろゆき）
- ずん（飯尾和樹・やす）
- 森一弥・平子悟　- 2016年3月31日までは「エネルギー」として活動。解散後も、両名とも出演を続ける。
- イワイガワ（井川修司・岩井ジョニ男）
- 神部美咲 - 2018年（第32回）より出演。
- 飯田あすか - 2018年（第32回）より出演。
- 安井南 - 2023年（第34回）より出演。
- 丹丹ミホ - 2023年（第34回）より出演。

### 過去の出演者
- ルー大柴（ルー、ルーさん、板長）- 第1〜21回公演に出演。
- 鈴木晋介 - 第1〜22回公演に出演。
- 剛州（剛州さん）- 第1〜22回公演に出演。途中でロバ三郎、すってんころりの助と改名。
- 玉寄兼一郎（玉ちゃん）- 第1〜22回公演に出演。『カンコンキン』のアクション指導も担当。
- 山中伊知郎（イッチー）- 第1〜22回公演に出演。
- 村山ひとし（元Laおかき。飯尾和樹のかつての相方）
- 中島ゆたか（元Rまにあ）
- 森公美子 - 第1〜3回公演に出演。
- 小路川明子（オジ） - 第1〜6回公演に出演。元祖『カンコンキン』の看板女優。元・構成作家の有川周一（現・有川周壱）夫人。

有川周一本人は小路川の結婚・退団の見返りとして第7回から関根により出演者にされ、2019年まで出演していた。
- 五社勇 - 元浅井企画マネージャー。
- 大久保運 - 第1〜2回公演に出演。
- 永井正吾
- 門間葉月 - 第1〜6回公演に出演。現在は俳優の渡辺いっけい夫人。
- 今成ぽん
- 早瀬千里
- 松井政美
- 鈴木美恵子
- 柴崎仁恵
- 小泉政未
- 香坂菜美
- さくらいもえ
- 後川佳織 - 第15〜20回公演に出演。
- 竹野由里子
- 金井優也、馬渕真二郎（OGY）-『ヤンマガ伝説キャイ〜ンDAあ゛〜ん』のお笑いオーディションで優勝し、2001年の第15回公演に出演した。
- ユウスケ・皇帝液。、ケンスケデリカット（元浮世絵師）
- しゅく造め（元Rまにあ）
- 坂爪進（元浮世絵師 坂爪・ラゴハムニダ）
- 増島綾子
- 今井久美子（まんちゃん）
- 西田たか子
- 中村英香 - 現在は構成作家の館川範雄夫人。
- 富田真央
- 赤塚恵理 - Fancionによるカンコンキンシアターのオフィシャルファンクラブ立ち上げに関与した。
- 林宏美 - 現在は飯尾和樹夫人。
- 曽田茉莉江
- 梶原麻莉子
- 真剣佑（マッケン。現・新田真剣佑）- 2015年（第29回）、年齢の関係で週末・昼の部の限定出演。
- 関根麻里（ルーからマリ、発音を分解してメアリーとも呼ばれていた） - 第15〜29回公演に出演。2015年の結婚、妊娠により退団。
- 萌木七海
- 右手愛美
- アマンダ（旧：宝愛萌妓） - 第23〜32回公演に出演。
- 稲村亜美 - 第30〜32回公演に出演。
- 岩戸千晴 - 第32回公演に出演。

## 備考
- ラジオ番組『コサキンDEワァオ!』と同じく、有川周壱（旧名義・有川周一）、舘川範雄が構成に参加している。有川は出演者としても人気を博しているのは前述のとおり。
- 冒頭の”新宿世界音楽祭"で広川太一郎風のナレーションを担当する漫画家・イラストレーターのもりいくすおは元々コサキンリスナー。ラジオで広川の物まねを披露し、それが本人も感心する程似ていたことから抜擢された。
- 関根が司会を務めていたクイズ番組『クイズ!早くイッてよ』に、「イッテよシスターズ」として小路川（おじかわ）・早瀬・松井ら『カンコンキンシアター』の初期の女性団員が出演していた。この番組で行われた観客いじりネタの「抽選会」は、団員が入れ替わった現在も『カンコンキンシアター』内で実施されている。
- 団員でもある山中伊知郎の著書『関根勤は【天才】なのだ。』『関根勤・ルー大柴 100歳の挑戦』（共に風塵社）に劇団創設のいきさつ、内幕などが詳しく記されている。
- あまりのマニアック、かつ下ネタぶりでTV放送及びDVD販売は不可能な公演内容だが、旗揚げ公演から第3回公演まではフジテレビの深夜枠で放送されたことがある。旗揚げ公演の模様を放送した番組の司会を務めたのは関根の長年の友人、清水ミチコであった。また、第4回公演『茄子』もTBS深夜番組『ギャグ満点』で放送されたことがある（『ギャグ満点』では番組企画として女優オーディションも実施、その模様も放送された）。1997年にはMBS・TBS系ドキュメンタリー番組『イチバン!』にて第11回公演を中心に関根を追ったドキュメントを放送。この中で新人女優オーディションや稽古の模様、舞台内容の一部などが放送されている。
- 1991年10月に主要メンバーの3人（関根、ルー、ラッキィ）でユニット「オラ・セラル」を結成しCD『サイケデリック・サウンド・パラダイス』をリリース。当時の所属団員達も収録に参加している。また、それに先行してシングル『ラテンの如く』も8月にリリースしている。但しこれに関して関根は後年、「レコード会社にのせられて勢いで作っちゃった、若気の至りでした」と述懐しているが、ただの歌謡曲集に終始しない『カンコンキン』らしい無意味に実験的かつ前衛的なサウンドがある意味評価できる代物である。なお、発売元であるレコード会社の関係などの諸事情[注 12]により、ラッキィ池田の名前は記されておらず「謎のイタチ野郎」という表記になっており、ジャケットやスリーブにもラッキィの写真は（公演中の写真を除き）掲載されていない。
- ゲームソフト『エネミーゼロ』や『Dの食卓』などで知られる元ゲームクリエイター飯野賢治は、かつての看板女優である小路川明子の大ファンであった。小路川が劇中で演じたアイドルキャラクター「女女女（にょんにょにょん）」のコントを観てすっかり虜になってしまい、女女女が歌う曲のプロデュースをさせてもらえるように劇団に本気で直談判しようと考えていたこともあったという。
- 下述の『カマキリ伝説　クドい!』特典映像でも語られているが関根夫人は今まで一度も公演を観に行ったことがない。夫人の二人の妹及び親類が皆『カンコンキン』のファンで毎年観に行っているにもかかわらず、である。また、夫人は『カンコンキンシアター公演　クドい!』がVHSとLDで発売されることを知った際、関根に「VHSまでは許せるけどLDで出すのは犯罪」と告げている。

## メディア
- 1992年11月21日にハピネット・ピクチャーズ、学研から『カンコンキンシアター公演　クドい!』がVHS、LDで発売された。
- 2008年4月25日にポニーキャニオンより関根、今井、飯尾の3人で2008年1月〜3月に放送（4月からは再放送）された『関根勤5minitesPerformance』再編集版及び『カンコンキン』裏話トーク映像を収録したDVD『カマキリ伝説　クドい!』が発売された。

## ラジオ

### 歴史・概要
2009年7月18日（土曜日）24時（7月19日〔日曜日〕0時）より座長関根と中村英香をパーソナリティにビクターエンタテインメントホームページよりネットラジオ『関根勤のカンコンキンラジオ〜とりあえずネットでやってみました。〜』の配信を開始。ゲストは『カンコンキンシアター』の劇団員。フリートークやラジオコント、物まね新ネタ披露など。第2回以降は毎週金曜日更新。
2009年10月9日より地上波AMラジオ局の文化放送で毎週金曜25時 - 25時30分に『関根勤のカンコンキンラジオ〜ポァ〜ンと聞いてネ!!〜』が放送開始。レギュラー出演者は関根、中村とイワイガワ、ずん、エネルギー、西田たか子ら。内容はネット版と同様に座長の新ネタモノマネ、座長の近況つぶやき、ショートコントなど。
地上波での開始に伴い、ネットの配信日も変更。10月13日（火曜日）に地上波第1回（ネット版含め第13回）が配信。以降は毎週月曜日更新となる（休日・祝日及び年始の場合は、更新日が火曜日にずれる）。
ビクターエンタテインメントの系列会社flying DOGが、番組制作・スポンサーを担当（地上波の放送開始以降、提供コールがなされている）。
2010年1月8日（文化放送の放送分。ネットでは1月11日配信分）よりタイトルが『関根勤のカンコンキンラジオ〜オスのラプソディ〜』に変更された。毎回呼んでいたゲストが登場しなくなり、関根・中村の二人しゃべりになった。
2010年4月8日より、文化放送での放送時間は、木曜日21:30に移動。ネットでの配信日は引き続き月曜となる。文化放送4月29日放送分については翌4月30日（金曜日）に配信された（5月3日から5月5日にかけて休日・祝日だった）。2010年10月からは毎週金曜深夜26:30に変更される。2011年4月10日から日曜21:00に移動となり、プロ野球公式戦がある場合は放送と更新を中止していたが、ナイターがほぼ毎週行なわれる7月以降は、土曜深夜28:30の『ザ・ステージ』枠に移動させて対応した。ただし、週によっては『ロンドンブーツ1号2号 田村淳のNewsCLUB』の振替放送に充てられるなど、コサキン同様に放送時間がころころと変わった。
2011年10月をもって終了し、関根・中村のコンビで『関根勤のスポパラ』が土曜日18:00にスタート。スポーツトーク番組ということでスポーツ選手をゲストに迎えたトークなどはあるが、それ以外の基本的な構成は『カンコンキンラジオ』を引き継いだものとなっている。2012年春の改編で日曜日21:00に移動し、同年秋の改編では月曜日19:00に再び移動した。最末期となる2017年4月3日からは、2時間繰り下がり月曜21:00からの放送となった。
2013年9月30日よりアシスタントが曽田茉莉江に交代。2014年9月29日よりアシスタントが梶原麻莉子に交代。2015年10月5日よりアシスタントが稲村亜美に交代。
2013年10月改編より地方局ネットも開始。
2018年3月25日の放送を以って、『スポパラ』としての放送も終了。地上波での『カンコンキンラジオ』時代も含めて8年半の歴史に幕を閉じた。
- 2015年4月以降のネット局
  - 山形放送（日曜 8:30 - 9:00）
  - 新潟放送（日曜16:00 - 16:30）
  - 北日本放送（月曜18:30 - 19:00、2015年3月までは日曜18:30 - 19:00） - 2014年10月 - 2015年3月まで、当番組の前の日曜18:00 - 18:30に『小堺一機と渡辺美里のスーパーオフショット』が放送されており、奇しくも“コサキン”が番組として並んだ形となっていた。
  - 福井放送（月曜20:30 - 21:00）
  - 山陰放送（日曜16:00 - 16:30）
  - 朝日放送（月曜21:15 - 21:45、2017年10月2日から放送）

- 過去に放送していたネット局
  - 山梨放送（月曜19:00 - 19:30、2013年10月 - 2015年3月まで）
  - 信越放送（日曜15:00 - 15:30、2013年10月 - 2015年3月まで）
  - 北陸放送（日曜11:00 - 11:30、2013年10月 - 2014年9月まで）

### コーナー
座長のつぶやき
- 座長・関根の近況トーク。

ショートコント
関根座長の新ネタコーナー
中村英香のグッとボイスショー
- リスナーから寄せられた、中村に言わせたいエロく聞こえる言葉を本人に言ってもらう形で紹介。

やすという男
- ずんのやすの、「こんな時にありがちな行動や言い訳」を募集。

『カンコンキン』のキャスティング
- 『カンコンキンシアター』の出演者を、こんな有名人でキャスティングしてみたらという案を募集。

『カンコンキン』ものまねファイルスペシャル
私はこう呼んでます。
- 「芸能人を私はこの呼び方で呼んでいます」という投稿を受け付ける。事実上、『コサキンDEワァオ!』の意味ねーニックネーム等のリメイクである。高橋英樹を「和製キャサリン・ゼタ＝ジョーンズ」、「元祖アマンダ」等嘗てのコサキンでの常連ネタのほか、叶恭子を「じっくりコトコト煮込んだゴリラ」など、新しい芸能人をターゲットにしたネタなども採用されている。

英香を落とす方法
- アシスタントの中村が思わず「抱いて」と思わせる手段を募集する。コサキンのウソハガキのような有名人投稿が来るようになった。

今週の関根ジャーナル
関根座長の気になる女の子ファイル
- 後に「関根座長の気になる男の子ファイル」と交互に放送される。9月からは「中村の気になる男の子ファイル」も開始。

たいした事ないけど何故か気になる

### その他
聴取率調査（2010年4月か?）で、10代女子の聴取率が一番高いという結果が出た。その理由として、後番組が「レコメン!」だから聴いているという10代女子からのお便りが紹介された。

### 番組グッズ
flying DOGレーベルより、ラジオコントやレギュラーコーナーネタ等を収録したアルバムCDが発売されている。
- 関根勤のカンコンキンラジオ「クドい!」コントCD〜オスの叫び〜

2009年12月16日発売。商品コード：ASIN B002TODDEK
- 関根勤のカンコンキンラジオ「クドい!」コントCD〜オスの欲望〜

2010年1月20日発売。商品コード：ASIN B002XYK9U2
- 関根勤のカンコンキンラジオ「クドい!」コントCD〜オスの生き様 働いて働いて死んでゆく〜

2010年2月24日発売。商品コード：ASIN B00317CO7Q

## インターネット配信
2018年5月25日より、YouTube「channel ASAIKIKAKU」内にて、隔週金曜日に『カンコンキン.TV』を配信。MCはイワイガワの井川修司が担当。関根をはじめとする『カンコンキンシアター』の団員やゲストを迎えて、公演に関する情報公開や、フリートークを繰り広げた。2019年1月25日配信の第19回をもって一旦終了したが、2019年4月26日配信の第20回で復活した。
第12回（2018年10月19日配信）では、2018年10月9日に逝去した浅井企画代表取締役の浅井良二を偲ぶトークが行われた。第32回公演のコント「関根勤物語」での、浅井（演じたのは天野ひろゆき）が登場するシーンも配信された。
第52回（2020年6月26日配信）をもって再び終了した。配信企画は、後述のオフィシャルファンクラブに引き継がれる。

### ゲスト
- 藤井隆 - 第1回（2018年5月25日）
- 小堺一機 - 第6回（2018年8月2日）
- 武尊 - 第16回（2018年12月14日）

### コーナー
座長のグダツブ
- 『カンコンキンラジオ』『スポパラ』での「座長のつぶやき」とほぼ同内容。関根や出演者の近況についてトークする。

ツトスタグラム
- 番組と連動したインスタグラムのアカウントを開設し、アップロードした写真を見ながらトークする。

カンコンキンシアター蔵出し映像
- 『カンコンキンシアター』で演じられたコントの一部を、動画として配信する。

## オフィシャルファンクラブ
2020年6月26日より、アプリサイト「fanicon」を用いて「カンコンキンシアターofficialファンクラブ」を開設した。会費は月額500円（税込）。会員限定コンテンツとして、画像、動画、生配信のほか、『カンコンキンシアター』の団員も参加するチャットも行われる。
ファンクラブの立ち上げには、カンコンキンシアターの元出演者であり、「fanicon」で広報を勤めていた赤塚恵理が大きく関与している。